# Провидохина, Татьяна Петровна
Татья́на Петро́вна Провидо́хина (в девичестве — Федоре́нко, 26 марта 1953, Ленинград, РСФСР, СССР) — советская легкоатлетка, заслуженный мастер спорта.

## Карьера
На московской Олимпиаде Татьяна на 800-метровой дистанции завоевала бронзовую медаль, уступив лишь своим соотечественницам Надежде Олизаренко и Ольге Минеевой.
В 1978 году Провидохина выиграла золотую медаль чемпионата Европы на дистанции 800 метров. Также она является победительницей матча СССР — США 1978 года.

## Личная жизнь
В 1988 году заочно окончила Национальный государственный университет физической культуры.